# Святловский, Анатолий Владимирович
Анатолий Владимирович Святло́вский (1854 — после 1918) — генерал-лейтенант русской императорской армии.

## Биография
Родился 3 (15) мая 1854 года. Воспитывался в 1-й Московской военной гимназии; затем окончил 3-е военное Александровское училище, из которого был выпущен прапорщиком (ст. 04.08.1875) в 3-ю полевую пешую артиллерийскую бригаду; подпоручик (ст. 09.12.1876), поручик (ст. 26.04.1877). Участвовал в русско-турецкой войне 1877—1778 гг.
В период 25.10.1880 — 23.04.1890 был старшим адъютантом управления начальника артиллерии 13-го армейского корпуса; штабс-капитан (ст. 24.10.1881), капитан (пр. 1887; ст. 30.08.1887; за отличие). Затем был столоначальником в пороховом делопроизводстве при Главном артиллерийском управлении (28.03.1890 — 05.04.1897) и в это время окончил Офицерскую артиллерийскую школу; подполковник (пр. 1891; ст. 30.08.1891; за отличие). С 5 апреля 1897 года был командиром 5-й батареи 24-й артиллерийской бригады; с производством 30 декабря 1899 года в полковники (за отличие) перемещён командиром 1-го дивизиона бригады и участвовал в китайском походе 1900—1901 гг. Во время русско-японской войны был сначала командиром 5-го мортирного артиллерийского полка (с 28.04.1904), затем — и.д. начальника передового артиллерийского запаса Манчжурской армии (с 12.01.1905) и и.д. помощника начальника артиллерийского тыла Манчжурской армии (с 23.06.1905). В 1905 году был награждён золотым оружием.
С 12 июня 1906 года — командир Петербургской крепостной артиллерии и начальник Петербургского артиллерийского склада; генерал-майор (пр. 1906; ст. 01.10.1904; за боевые отличия). С 19 июля 1907 года — помощник начальника артиллерии Петербургского военного округа; с 3 июля 1908 года — и.д. начальника артиллерии 4-го армейского корпуса (утверждён в должности 02.03.1909).
Произведён в генерал-лейтенанты 2 марта 1909 года. С 26 июля 1910 года занимал должность инспектора артиллерии 4-го армейского корпуса, с 10 мая 1916 — инспектор артиллерии 6-й армии. С 14 июня 1915 года временно командовал 4-м армейским корпусом во время болезни командира корпуса генерала от артиллерии Алиева.
Участвовал в Белом движения на юге России; с 19 марта 1919 года состоял в резерве чинов при штабе Главнокомандующего ВСЮР.

## Награды
- орден Св. Станислава 3-й ст. с мечами и бантом (1879);
- орден Св. Станислава 2-й ст. (1895);
- орден Св. Анны 2-й ст. (1897, мечи к ордену — 1905);
- орден Св. Владимира 3-й ст. (1903, мечи к ордену — 1906);
- Золотое оружие «За храбрость» (ВП 30.07.1905);
- орден Св. Станислава 1-й ст. (1908);
- орден Св. Анны 1-й ст. (1913, мечи к ордену — ВП 22.09.1915);
- орден Св. Владимира 2-й ст. с мечами (ВП 16.11.1914);
- орден Белого Орла с мечами (ВП 22.09.1915)).

## Семья
Был женат на Анне Ивановне Беляевой. Сын — Владимир (1880 — после 1931), дочь — София (1893 — 1911).